# Leland Hartwell
Leland Harrison Lee Hartwell (Los Angeles, 30 de outubro de 1939) é um geneticista estadunidense.
Foi agraciado, juntamente com os britânicos Paul Nurse e Tim Hunt, com o Nobel de Fisiologia ou Medicina de 2001, por descobrir genes e moléculas envolvidos na regulação da divisão celular.